# Trizna

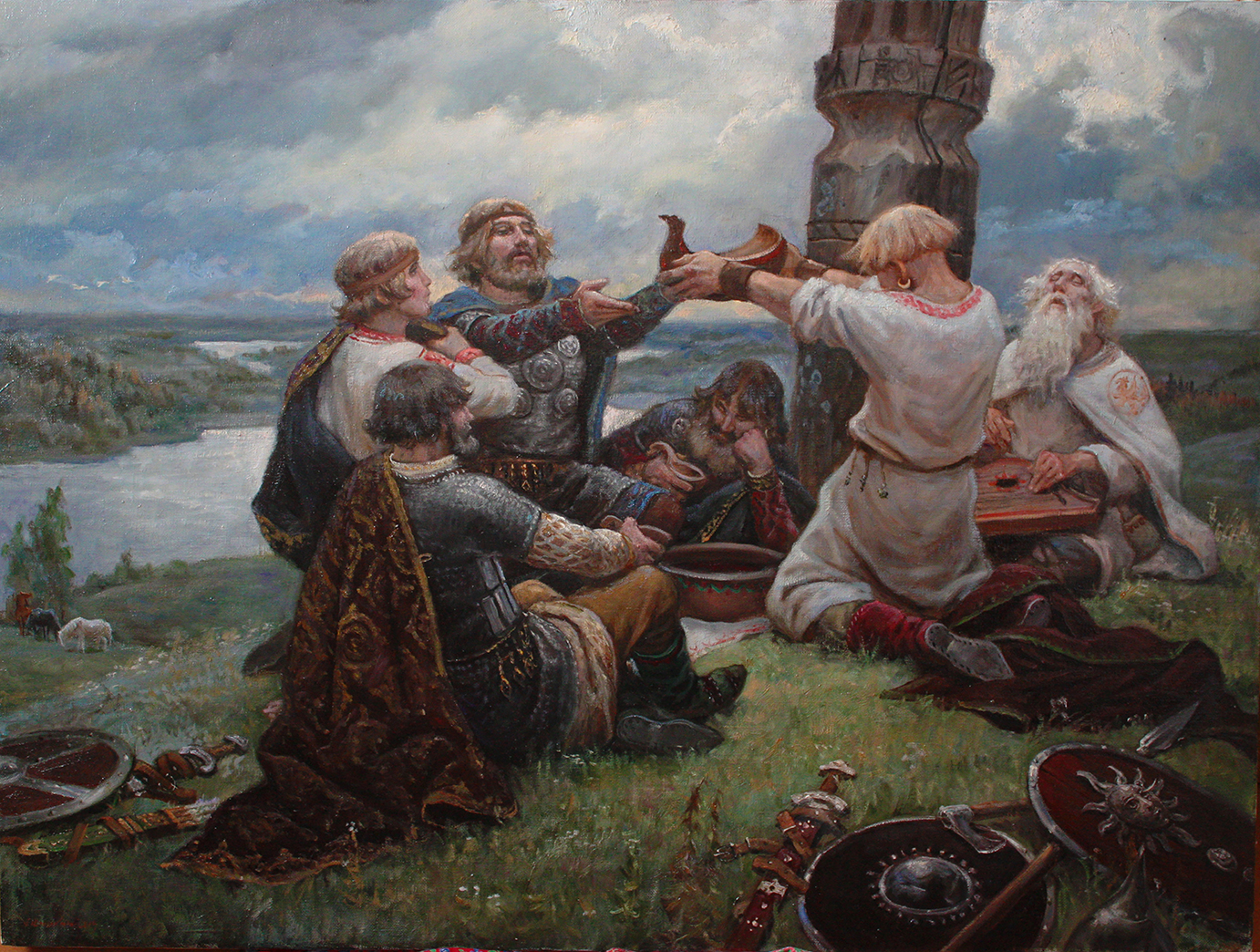
Trizna. Andréi Shishkin (2019).

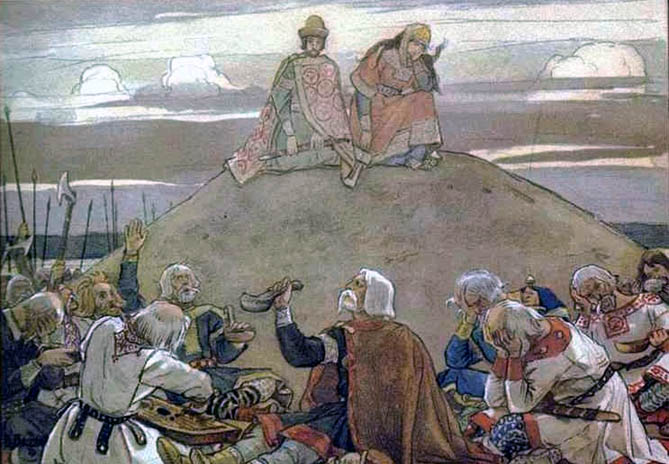
Trizna ante la tumba de Oleg de Nóvgorod. Viktor Vasnetsov (1899).

La trizna era una fiesta funeraria de la antigua religión eslava, que se celebraba para los miembros distinguidos de la sociedad antes de su cremación.
Trizna recordaba, en cierto modo, a un velatorio, salvo que, además de un suntuoso banquete y el recuerdo del difunto, se celebraban competiciones en su honor, que incluían concursos, persecuciones, luchas y alegres juegos de máscaras. Además de la fiesta, se lavaba el cuerpo del difunto y se le vestía con las mejores galas antes de su cremación. 
Estas fiestas y rituales, según la tradición, se hacían para simbolizar la victoria de la vida sobre la muerte, ahuyentando a los malos espíritus con las risas. Estos rituales funerarios tienen un cierto paralelismo con la tradición de los antiguos griegos, como puede verse en la descripción que hace la Ilíada sobre el funeral de Patroclo.
El rito tenía un alcance paneslavo, donde se menciona, entre otros, en la Crónica de Néstor. Su finalidad última era introducir el alma en el Más Allá y evitar que regresara entre los vivos, así como liberar a los participantes de la influencia nociva de los espíritus de los muertos.
La trizna se ha interpretado en el manuscrito Mater Verborum como un sacrificio realizado en honor de los muertos, y en un sentido similar se ha utilizado el término por los rusos.
En los pueblos de Bosnia, el nombre trzan o trzna se utiliza para designar un lugar en medio del pueblo (más raramente cerca de un cruce de caminos) utilizado para las reuniones, que se considera derivado de trizna.